# Roddy McEachrane
Roddy McEachrane (Inverness, 1878 – 16 novembre 1972) è stato un calciatore scozzese, di ruolo centrocampista.